# Entomodestes coracinus
El solitario negro (Entomodestes coracinus) es una especie de ave en la familia Turdidae. 

## Distribución y hábitat
Se lo encuentra en Colombia y Ecuador. sus hábitats naturales son los bosques bajos húmedos subtropicales o tropicales y los bosques montanos húmedos subtropicales o tropicales.